# 494 TCN
494 TCN là một năm trong lịch La Mã.